# Bolide (Automarke)

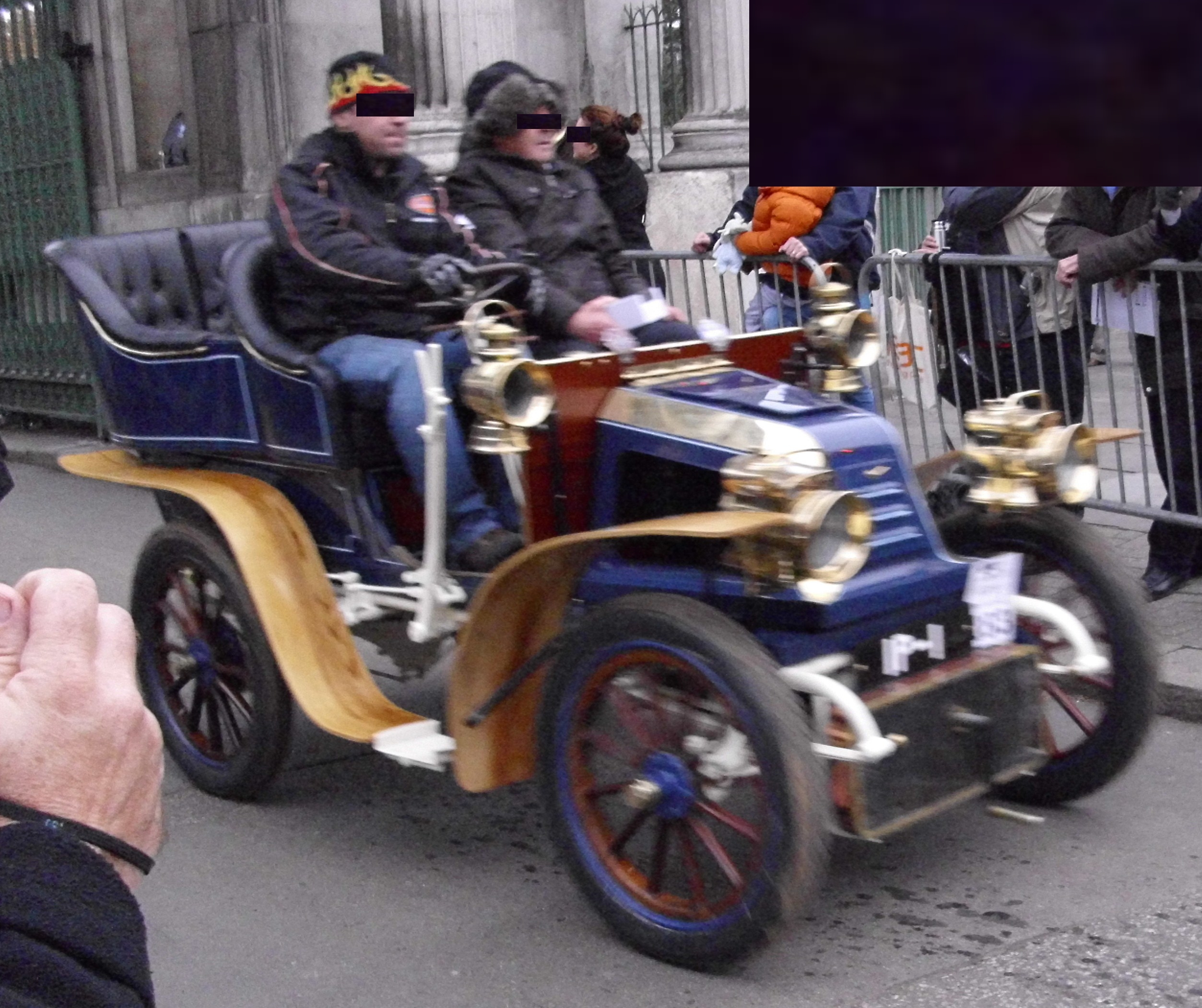
Bolide von 1902

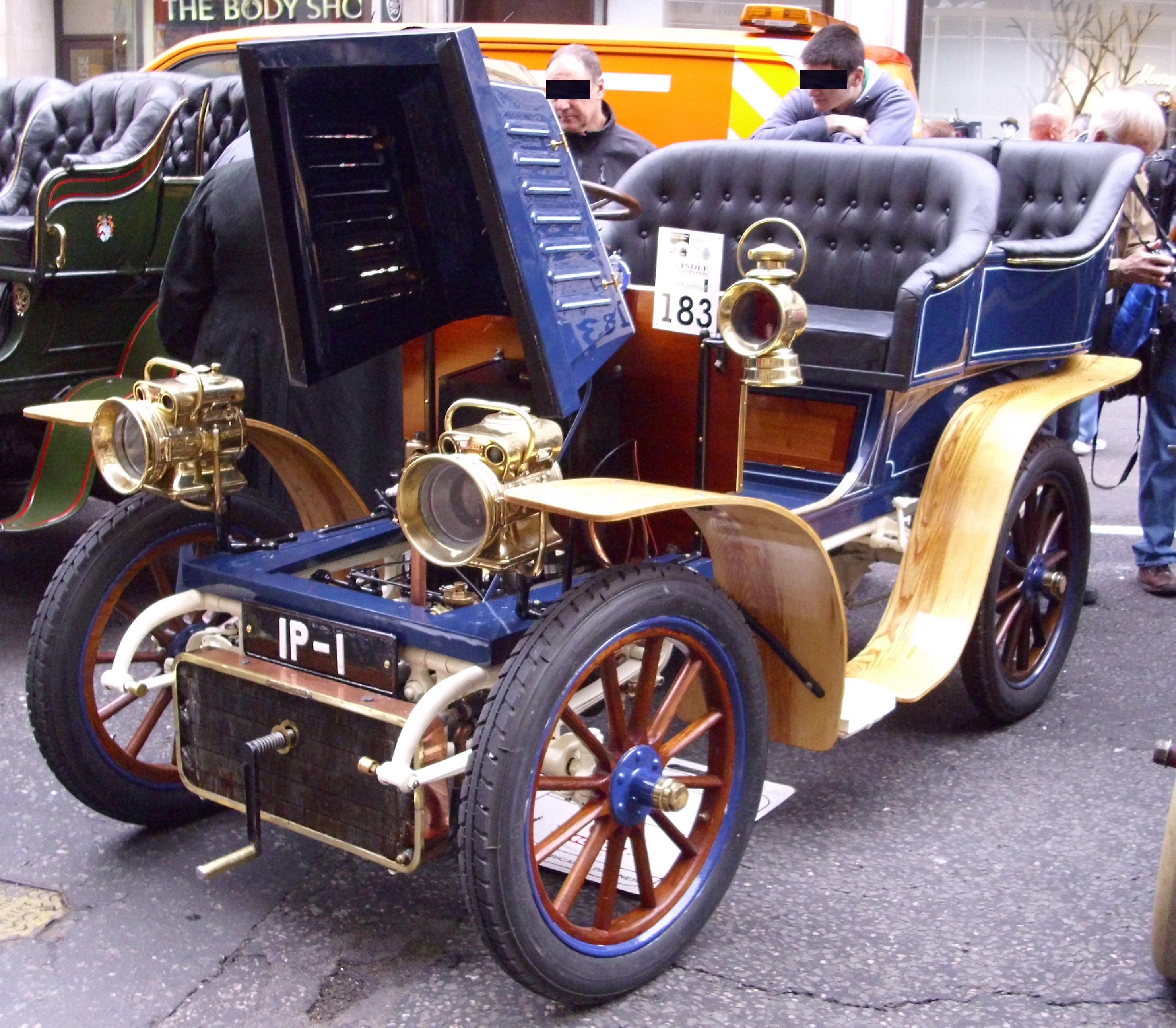
Bolide von 1902

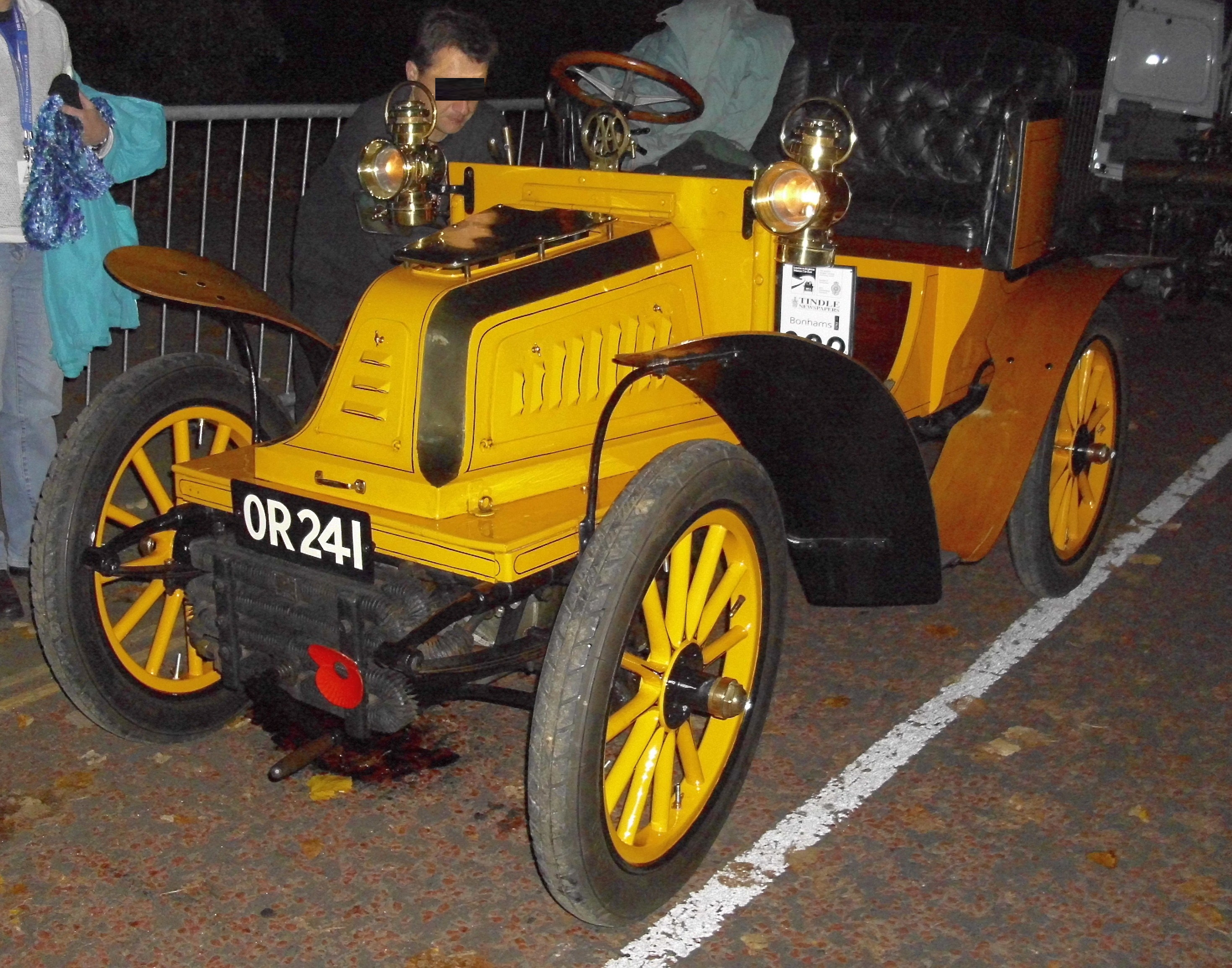
Bolide von 1904

Bolide von 1904

Bolide war der Markenname eines französischen Herstellers von Automobilen.

## Unternehmensgeschichte
Das Unternehmen Léon Lefèbvre & Cie. aus Paris, das bereits mit dem Léo Erfahrungen im Automobilbau gesammelt hatte, begann 1899 erneut mit der Produktion von Automobilen. 1905 wurde das Unternehmen umbenannt in Société l'Auto-Réparation, als der Inhaber Léon Lefèbvre das Unternehmen verließ, um Automobiles Prima zu gründen. 1907 endete die Produktion.

## Fahrzeuge
Zu Beginn gab es zwei große Zweizylindermodelle 8 CV mit 2090 cm³ Hubraum und 16 CV mit 5298 cm³ Hubraum sowie das Vierzylindermodell 40 CV mit 11.692 cm³ Hubraum. Der 18 PS Wagen hatte einen Zweizylindermotor mit 5626 cm³ Hubraum mit 153 mm Bohrung und 153 mm Hub. Snoeck aus Belgien produzierte diese Fahrzeuge in Lizenz. Ab 1902 wurden Einbaumotoren von Aster, De Dion-Bouton und Tony Huber verwendet. Produziert wurden die Vierzylindermodelle 12 CV und 22 CV sowie das Sechszylindermodell 35 CV, die über Kardanantrieb verfügten.
Zwei Fahrzeuge dieser Marke nehmen gelegentlich am London to Brighton Veteran Car Run teil.